# Edmund Löffler
Edmund Löffler (* 22. Juni 1900 in Untersteinbach; † 1. April 1998 in Alzenau i. UFr.) war ein deutscher Komponist.

## Werdegang
Nach dem Studium am Bayerischen Staatskonservatorium der Musik in Würzburg bei Franz Schörg, Karl Wyrott und Hermann Zilcher sowie am Hoch’schen Konservatorium in Frankfurt legte er 1923 das Staatsexamen für das Lehramt der Musik an den Höheren Schulen Bayerns ab. 1928 promovierte er an der Universität Frankfurt mit einer Arbeit über Peter Winter als Kirchenmusiker. Im Jahr 1940 übernahm er die Leitung eines Bataillons-Musikkorps. Ab 1948 war er wieder in seiner Heimat tätig, 1953 erfolgte seine Ernennung zum Studienprofessor.
Das künstlerische Werk Löfflers umfasst Hunderte von Tonschöpfungen, zwei Orchesterschulen und ein Unterrichtswerk für angehende Geiger.

## Ehrungen
- 1981: Verdienstkreuz 1. Klasse der Bundesrepublik Deutschland, „für seine kulturpolitischen Leistungen, vor allem für seinen Einsatz im Bereich des Blasmusikwesens“
- 1980: Goldene Kommunale Verdienstmedaille der Gemeinde Karlstein a.Main